# Romanów (województwo świętokrzyskie)
Romanów – wieś w Polsce położona w województwie świętokrzyskim, w powiecie ostrowieckim, w gminie Bodzechów.
W latach 1975–1998 miejscowość położona była w województwie kieleckim.